# العلاقات السورية الكورية الشمالية
العلاقات السورية الكورية الشمالية هي العلاقات الثنائية بين الحكومة الكورية الشمالية والحكومة السورية.